# Glypta costulata
Glypta costulata là một loài tò vò trong họ Ichneumonidae.